# FaceTime
FaceTime es una aplicación de telefonía con video y VoIP para iPhone, iPad, Mac y iPod touch. Fue anunciado el 7 de junio de 2010 para iPhone, el 1 de septiembre de 2010 para el iPod touch 4° Generación durante la conferencia WWDC 2010, el 20 de noviembre durante el Keynote del Apple Special Event, para Mac, el 2 de marzo de 2011 para el iPad 2, el 14 de octubre de 2011 para el iPhone 4s y el 19 de marzo para el nuevo iPad.
Opera mediante la conectividad a Internet, y permite transmitir vídeo y audio capturado tanto con la cámara frontal como la posterior del iPhone, iPod touch o el iPad y la Cámara FaceTime de los Mac.
El protocolo de comunicación fue anunciado como un estándar abierto, aunque debido a patentes de VirnetX, para realizar las llamadas por FaceTime se deben emplear servidores relé de Apple para evitar infringir estas patentes, modificando el código de FaceTime e imposibilitando el uso gratuito para terceras empresas.

## Estándares
FaceTime está basado en varios estándares abiertos.
- H.264 y AAC – vídeo y audio codecs respectivamente. NOTA: Recientemente H.264 ha sido liberado. AAC no es abierto, si bien es gratuito para uso no comercial.
- SIP – IETF como protocolo de señalización para VoIP
- STUN, TURN y ICE – IETF tecnologías para traversing firewalls y NAT.
- RTP y SRTP – IETF estándares para entrega en tiempo real y streams cifrados para VoIP.

## Funcionamiento
FaceTime funciona mediante conexiones Wi-Fi y datos móviles con operadores compatibles; y los usuarios pueden comenzar una llamada disponiendo de un dispositivo iOS, iPadOS o Mac, realizándola desde la aplicación integrada en el dispositivo, desde la app Contactos o, en el caso del iPhone, también desde la app Teléfono.
Durante la llamada, los usuarios pueden activar y desactivar la cámara y el micrófono, añadir e invitar personas a la llamada, añadir efectos visuales al vídeo de la persona, y compartir contenido y pantalla mediante la función de SharePlay, disponible a partir de la versión iOS 15.1, iPadOS 15.1 y macOS Monterey.

## Limitaciones
En ciertos dispositivos de Apple vendidos en determinadas regiones, algunas funciones de FaceTime no están disponibles, parcial o completamente.
En los Emiratos Árabes Unidos, todos los dispositivos Apple vendidos en este país (que tienen el número de modelo acabado en AE/A) tienen el servicio FaceTime deshabilitado completamente, sin posibilidad de rehabilitarlo en otro país o región, debido a la legislación sobre los servicios VoIP presentes en el país.
Los iPhone y iPad (modelos con datos móviles) vendidos en China continental (que tienen el número de modelo acabado en CH/A) no tienen disponible las funciones FaceTime de audio, FaceTime en grupo, y la función de crear y unirse a enlaces de llamadas de FaceTime mediante la aplicación integrada en el dispositivo, sin posibilidad de reactivar ninguna de estas funciones posteriormente aunque el dispositivo se encuentre fuera de la región, aunque la función de FaceTime de vídeo se mantiene habilitada, y durante este tipo de llamadas el usuario que posee uno de los dispositivos restringidos no puede desactivar la cámara.
Los dispositivos vendidos fuera de estas regiones no sufren ningún tipo de limitaciones.